# East Coast
East Coast (in italiano Costa Orientale), anche indicata come Eastern Seabord o Atlantic Seabord, è la designazione con cui s'indicano gli Stati della costa orientale degli Stati Uniti d'America.
Letteralmente il termine si riferisce a tutti gli Stati della costa orientale, ma nell'accezione corrente designa piuttosto la metà settentrionale della regione, compresi gli Stati non costieri del Vermont, della Pennsylvania e del Distretto di Columbia. È la regione del paese con la più alta densità di popolazione, dato che comprende le città di Boston, New York, Filadelfia, Baltimora e Washington.
Stati della East Coast:
- Vermont
- Pennsylvania
- Distretto di Columbia
- Maine
- New Hampshire
- Massachusetts
- Rhode Island
- Connecticut
- New York
- New Jersey
- Delaware
- Maryland

In senso strettamente geografico la East Coast comprende anche gli Stati del Sud:
- Virginia
- Carolina del Nord
- Carolina del Sud
- Georgia
- Florida